# IFRS 13
IFRS 13 «Оценка по справедливой стоимости» — международный стандарт финансовой отчетности, действует с 01.01.2013 года, введён в действие для применения на территории Российской Федерации приказом Минфина России от 18.07.2012 № 106н (продлен Приказом Минфина России от 28.12.2015 N 217н) с целью упрощения и повышения последовательности применения стандартов при оценке справедливой стоимости.

## История создания
Этот проект стал осуществляться в рамках Меморандума о взаимопонимании между Советом по МСФО и FASB с целью предоставления рекомендаций, как следует оценивать справедливую стоимость активов и пассивов, если этого требуют другие стандарты.
В сентябре 2005 года проект по оценке справедливой стоимости был добавлен в повестку дня Совета по МСФО, 30 ноября 2006 года был опубликован Дискуссионный документ для обсуждения, комментарии по которому принимались до 2 апреля 2007 года, а 28 мая 2009 года был опубликован Проект стандарта «Оценка по справедливой стоимости», комментарии по которому принимались до 28 сентября 2009 года. 29 июня 2010 года был опубликован Проект стандарта «Раскрытие информации при анализе неопределённостей по справедливой стоимости», комментарии по которому принимались до 7 сентября 2010 года. 19 августа 2010 года был выпущен служебный проект IFRS 13 «Оценка по справедливой стоимости».
12 мая 2011 был выпущен стандарт IFRS 13 «Оценка по справедливой стоимости», который вступил в силу для отчётов, начинающихся с после 1 января 2013 года. 12 декабря 2013 вышли дополнения к стандарту в части оценки краткосрочной дебиторской и кредиторской задолженности, и в части исключения параграфа 52 в отчётах с 1 июля 2014 года.

## Определение
Справедливая стоимость (англ. Fair Value) — цена, которая была бы получена при продаже актива или уплачена при передаче обязательства в рамках обычной сделки между участниками рынка на дату оценки (цена «выхода» с позиции участника, которому принадлежат активы или обязательства на дату оценки).

## Применение
Стандарт был выпущен для устранения существующих несоответствий при определении справедливой стоимости в различных стандартах, для изложения в одном стандарте принципа оценки справедливой стоимости и определения необходимого раскрытия информации об оценках по справедливой стоимости, и в целом для упрощения и повышения последовательности применения стандартов при оценке справедливой стоимости, конвергенции с общепринятыми принципами бухгалтерского учета.
IFRS 13 не предъявляет новых требований к учёту по справедливой стоимости и не применяется к платежам на основе акций (IFRS 2 «Платежи на основе акций»), к операциям аренды (IAS 17 «Аренда»), к оценке чистой стоимости реализации (IAS 2 «Запасы»), к ценности использования и к оценке активов по возмещаемой стоимости (IAS 36 «Обесценивание активов»), к оценке активов пенсионного плана (IAS 19 «Вознаграждения работникам»).

## Оценка справедливой стоимости
Справедливая стоимость оценивается для конкретного актива или обязательства с учётом специфических характеристик актива или обязательства (состояния, местоположения, ограничений на продажу или использование), а характеристика актива, которая является результатом его владения, не принимается во внимание при оценке. Справедливая стоимость — это не специфическая оценка самой компании, а предположительная оценка участников рынка по конкретному активу или обязательству с учетом его индивидуальных характеристик. При оценке справедливой стоимости продажа актива или передача обязательства осуществляется в рамках обычной сделки между участниками.
Участники рынка — покупатели и продавцы на основном (или наиболее благоприятном) рынке для актива или обязательства, которые независимы (не являются связанными сторонами), осведомлённы (имеют достаточное представление об активе или обязательстве и самой сделке), способны заключить сделку по активу или обязательству и изъявляют желание заключить сделку по активу или обязательству (не принуждаются к сделке).
Цена обычной сделки — цена, которая формируется под воздействием рынка до даты оценки по справедливой стоимости, включая нормальную маркетинговую деятельность, и устанавливается между независимыми, хорошо проинформированными и желающими совершить данную сделку сторонами, осуществляется на основном рынке для актива или обязательства или, в его отсутствие, на наиболее благоприятном рынке для актива или обязательства.
Основной рынок — рынок с наибольшим объёмом сделок и наиболее высоким уровнем деловой активности в отношении конкретных активов или обязательств, к которому компания имеет доступ на момент определения справедливой стоимости.
Наиболее благоприятный рынок — рынок, который позволяет получить максимальную сумму от продажи актива или минимизировать сумму, уплачиваемую при передаче обязательства, принимая во внимание затраты по сделке и транспортные расходы, однако справедливая стоимость не корректируется на сумму затрат по сделке и транспортных расходов, так как они характеризуют сделку, а не конкретный актив или обязательство. Тем не менее, если расположение актива — это фактор, принимаемый во внимание участниками рынка, его цена корректируется на сумму расходов по доставке актива на рынок.
При оценке справедливой стоимости для нефинансовых активов (основных средств, инвестиционной собственности и т. п.) учитывается наилучшее и наиболее эффективное использование актива участниками рынка (продажа или эксплуатация), которое может отличаться от способа использования актива в настоящий момент, но оно должно быть физически возможно (принимается во внимание месторасположение, размер), юридически допустимо (принимается во внимание залог имущества, местные законодательные требования) и осуществимо с финансовой точки зрения (актив достаточно генерирует доход или денежные потоки для возврата инвестиций).
Наилучшее использование определяется с позиции участников рынка, даже если предприятие планирует использовать актив иначе. При выполнении оценки справедливой стоимости по максимуму используются уместные наблюдаемые исходные данные, и по минимуму — ненаблюдаемые данные. Справедливая стоимость не корректируется на величину затрат по сделке, но они учитываются при определении наиболее благоприятного рынка. Однако она корректируется на величину транспортных  затрат, если месторасположение актива является одним из его неотъемлемых свойств.
Методы оценки
При определении справедливой стоимости выбирается метод оценки, который должен быть уместным, и для которого доступна достаточная информация, при котором максимально используются наблюдаемые данные, и лишь при их отсутствии — не поддающиеся наблюдению, и при котором определялась бы цена продажи актива или передачи обязательства, возникшая бы при сделках участниками рынка на рыночных условиях на дату оценки.
IFRS 13 описывает следующие методы оценки:
- рыночный метод, где используются цены и прочая уместная информация о сделке с идентичными или схожими активами, обязательствами;
- доходный метод, где стоимость будущих потоков приводится к текущей стоимости;
- расходный метод, где определяется сумма расходов, необходимых для замены актива с аналогичной производительностью (текущая восстановительная стоимость).

Иерархия справедливой стоимости
IFRS 13 предусматривает трёхуровневую иерархию источников оценки справедливой стоимости, которая определяет приоритетность исходных данных при проведении оценочных процедур:
- уровень 1 — рыночные котировки (нескорректированные) на активном рынке по идентичным активам или обязательствам (котировки на бирже);
- уровень 2 — исходные данные, отличные от котировок, включенных в уровень 1, которые наблюдаются для актива или обязательства (рыночные котировки для схожих активов и обязательств, для идентичных или схожих активов или обязательств, но не на активном рынках, процентные ставки, кривые доходности, наблюдаемые с определённой периодичностью);
- уровень 3 — ненаблюдаемые исходные данные для оценки актива или обязательства (допущения участников рынка, которые они могли бы использовать при определении соответствующей цены активов или обязательств).

Активный рынок — рынок, на котором сделки с активом или обязательством совершаются с достаточной периодичностью, чтобы информация о ценах предоставлялась на постоянной основе. Для уровня 2 делаются необходимые корректировки исходных данных в зависимости от индивидуальных характеристик оцениваемых активов и обязательств.

## Раскрытие информации
В примечаниях к финансовой отчетности в отношении оценки по справедливой стоимости предоставляется:
- справедливая стоимость на конец отчётного периода по каждому классу активов и обязательств;
- для нефинансовых активов — способ использования, если он отличается от наилучшего и наиболее эффективного способа, который применялся при оценке справедливой стоимости;
- классификация источников оценки справедливой стоимости: уровень 1, 2, 3;
- перемещение между уровнями 1 и 2;
- техника оценки уровня 2, 3 для определения справедливой стоимости, исходные данные, изменения в технике оценки по сравнению с предыдущими периодами;
- количественная информация о ненаблюдаемых исходных данных для уровня 3 (процентная ставка, темпы роста и т. п.);
- сверка данных на начало и конец периода для уровня 3.